# Tuomarinsaari (ö i Egentliga Tavastland)
Tuomarinsaari är en ö i Finland. Den ligger i sjön Katumajärvi och i kommunen Tavastehus i den ekonomiska regionen  Tavastehus ekonomiska region  och landskapet Egentliga Tavastland, i den södra delen av landet, 90 km norr om huvudstaden Helsingfors. Öns area är 0,3 hektar och dess största längd är 90 meter i sydöst-nordvästlig riktning.